# Antónia Szögyény-Bohus

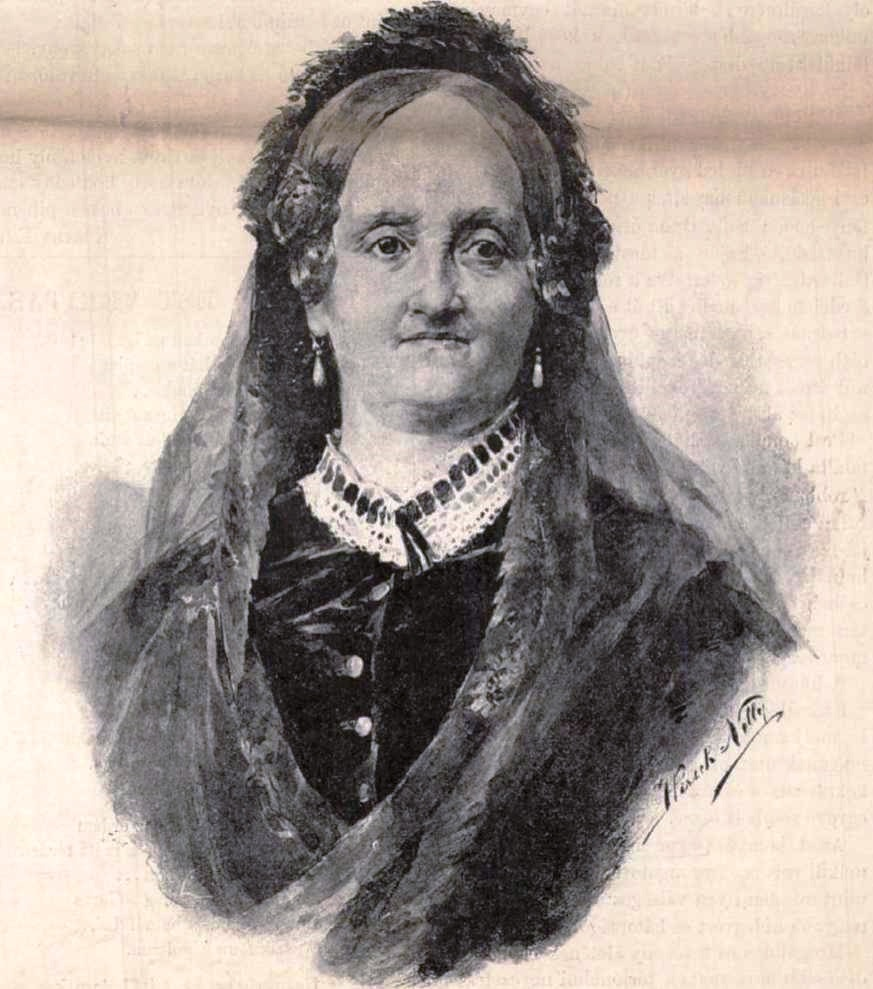
Antónia Szögyény-Bohus

Antónia Szögyény-Bohus (n. 6 septembrie 1803, Pesta, d. 5 ianuarie 1890, Șiria) a fost o aristocrată maghiară, soția baronului János Bohus, care s-a remarcat pentru actele sale caritabile. A fost întemeietoarea primelor grădinițe în zona Aradului, promotoare a mișcării feministe, inițiatoare a mai multor acțiuni caritabile pentru cei săraci.

## Biografie
Antónia Szögyény s-a născut la Pesta, într-o familie din sferele înalte ale nobilimii maghiare, tatăl său, Zsigmond Szögyény, a fost ofițer, apoi procuror regal, iar în cele din urmă cancelar adjunct, iar mama sa, Juliána Pászthory, a fost o mare iubitoare de literatură. Tânăra Antónia a studiat la Universitatea din Pesta, apoi la cea din Viena, unde a urmat Facultatea de Filosofie. S-a evidențiat prin ușurința în învățarea limbilor străine, astfel la terminarea studiilor vorbea, cursiv, cinci limbi străine - engleză, franceză, germană, italiană și  latină.
În septembrie 1823 s-a căsătorit cu János Bohus, un slovac maghiarizat, mare moșier în părțile Aradului, iar după căsătorie se mută cu soțul ei la Șiria, în județul Arad.
În jurul anului 1840, cu sprijinul contesei Tereza Brunswick, înființează la Arad, Asociația Femeilor Nobile și deschide primele grădinițe la Arad și Șiria.
În anul 1844 a finanțat tipărirea unui album Aradi Vészlapok, iar cu banii obținuți din comercializarea acestuia a sprijinit sinistrații în urma inundațiilor din același an.
În timpul revoluției din 1848-1849 a transformat un imobil din fața castelului de la Șiria, în spațiul în care funcționaseră până atunci o
cantină a săracilor și o creșă, în spital pentru îngrijirea răniților, unde a adus în jur de o sută de paturi. Iar mai târziu a adunat fonduri, alimente, haine pentru ajutorarea deținuților maghiari, în ciuda avertismentelor și amenințărilor din partea autorităților.
A înființat Fundația pentru împărțirea pâinii pentru a-i ajuta pe cei afectați de seceta anului 1863. La Arad a înființat școala pentru copii fără vedere și a finanțat spitalul pentru copii din Pesta.
Antónia Szögyény-Bohus s-a stins din viață la 5 ianuarie 1890, iar o parte din averea sa a lăsat-o pentru finanțarea Asociației Femeilor din Budapesta, Spitalul de copii din Budapesta, Refugiul din Budapesta, Orfelinatul Gospodinelor Maghiare, Orfelinatul din Arad, Casa Dragostei și grădinițele din Șiria și Galșa.